# NGC 2822
NGC 2822 (również PGC 26026) – galaktyka eliptyczna (E), znajdująca się w gwiazdozbiorze Kila. Odkrył ją John Herschel 29 stycznia 1835 roku.